# MP4
MP4, egentligen MPEG-4 Part 14, är ett multimediaformat som är till för att lagra ljud och video, speciellt de som ingår i gruppen MPEG. Mp4-formatet kan också lagra andra data, såsom undertext och stillbilder. MP4 är i sig ingen kodningsalgoritm (eng. codec) utan endast en container som i sin tur innehåller andra mediaströmmar, till exempel MP3-ljud och H.264 video. Containern buntar ihop de olika strömmarna och innehåller även timing-information för att möjliggöra för avkodarna att synkronisera de olika mediaströmmarna (till exempel filmljudet, videobilden, kommentatorspåret och undertexter).
Det moderna MP4-formaten har stöd för strömmande data (från till exempel Internet eller en mobiltelefonoperatör). MP4-filer har typiskt filändelsen ".mp4".

## Filnamnstillägg
Medan den enda filnamnstillägget som definieras av standarden är .mp4, används vanligtvis olika filnamnstillägg för att indikera det förväntade innehållet:
- MPEG-4-filer med ljud och video använder vanligtvis standardtillägget .mp4.[1][2][3]
- MPEG-4-filer endast för ljud har vanligtvis tillägget .m4a.[4] Detta är särskilt relevant för okrypterat innehåll.[5][6]
  - MPEG-4-filer med ljudströmmar krypterade med FairPlay Digital Rights Management-systemet, som såldes genom iTunes Store, använder tillägget .m4p. iTunes Plus-spår som för närvarande säljs i iTunes Store är okrypterade och använder tillägget .m4a i enlighet med detta.
  - Ljudböcker och podcaster som också innehåller metadata, inklusive kapitelmarkörer, bilder och hyperlänkar, kan använda tillägget .m4a, men använder oftare tillägget .m4b.
  - Apple iPhone använder ljud i MPEG-4-format för sina ringsignaler, men använder tillägget .m4r istället för .m4a.
- Obearbetade visuella bitströmmar i MPEG-4-format kallas .m4v, men detta tillägg används också ibland för video i MP4-containerformatet eller i M4V-containerformatet.[7]
- Mobiltelefoner brukade använda 3GP, en implementering av MPEG-4, del 12-standarden (även känd som MPEG-4/JPEG2000 ISO Base Media), liknande MP4.[8][9][10] Den använder .3gp och .3g2-tillägg. Dessa filer lagrar också data som skiljer sig från MPEG-4 (H.263, AMR, TX3G). I praktiken spelar de flesta (om inte alla) budgettelefoner och funktionstelefoner in i detta format, medan de flesta (om inte alla) andra mobiltelefoner och smartphones spelar in MP4-filer med tillägget .mp4,[11] och vissa avancerade telefoner kan spela in i .raw. Vid den tidpunkt då 4G-tekniken blev allmänt tillgänglig, började 3GP fasas ut, och det är numera sällan att se.

## Lämpliga program
De flesta videouppspelningsprogram stödjer MPEG-4 Part 14, några av dessa är:
- Media Player Classic
- MPlayer
- VLC media player
- Quicktime Player
- RealPlayer
- Itunes
- Nero Media Player
- Avidemux
- ZoomPlayer

Följande program kan visa informationen om innehållet i containern:
- MediaInfo